# Медаль Джона фон Неймана
Медаль Джона фон Неймана (англ. IEEE John von Neumann Medal) — награда в области информационных технологий, учреждённая советом директоров IEEE в 1990 году. Вручается ежегодно с 1992 года за выдающиеся теоретические, технологические и деловые достижения. Учитываются не только новые достижения, но значительные результаты прошлых лет. В одной номинации может быть указано от 1 до 3 человек, медаль трижды вручалась коллективам из двух учёных, в остальных случаях производилось вручение одному человеку.
Спонсором медали выступает корпорация IBM. Названа в честь Джона фон Неймана.

## Лауреаты
Медалью Джона фон Неймана были награждены:
| Год  | Лауреат                        | Обоснование награды |
| ---- | ------------------------------ | --- |
| 1992 | Гордон Белл                    | За инновационный вклад в архитектуру и проектирование компьютеров. |
| 1993 | Фредерик Брукс                 | Оригинальный текст (англ.)«For significant developments in computer architecture, insightful observations on software engineering, and for computer science education and professional service.»                  |
| 1994 | Джон Кок                       | За вклад в компьютерную индустрию, включая изобретение, разработку и внедрение RISC-архитектуры и технологии оптимизации программ.                                                                                |
| 1995 | Дональд Кнут                   | Оригинальный текст (англ.)«For fundamental contributions to the theory and practice of computer science and to the art of computer programming.»                                                                  |
| 1996 | Карвер Мид                     | Оригинальный текст (англ.)«For leadership and innovative contributions to VLSI and creative microelectronic structures.»                                                                                          |
| 1997 | Морис Уилкс                    | Оригинальный текст (англ.)«For a lifelong career of seminal contributions to computing, including the first full scale operational stored program computer and to the foundations of programming.»                |
| 1998 | Айвен Сазерленд                | Оригинальный текст (англ.)«For pioneering contributions to computer graphics and microelectronic design, and leadership in the support of computer science and engineering research»                              |
| 1999 | Дуглас Энгельбарт              | Оригинальный текст (англ.)«For creating the foundations of real time, interactive, personal computing including CRT displays, windows, the mouse, hypermedia linking and conferencing, and on-line journals.»     |
| 2000 | Джон Хеннеси и Дэвид Паттерсон | Оригинальный текст (англ.)«For creating a revolution in computer architecture through their exploration, popularization, and commercialization of architectural innovations.»                                     |
| 2001 | Батлер Лэмпсон                 | Оригинальный текст (англ.)«For technical leadership in the creation of timesharing, distributed computing, networking security and program languages.»                                                            |
| 2002 | Оле-Йохан Даль и Кристен Нюгор | Оригинальный текст (англ.)«For the introduction of the concepts underlying object-oriented programming through the design and implementation of SIMULA 67.»                                                       |
| 2003 | Альфред Ахо                    | Оригинальный текст (англ.)«For contributions to the foundations of computer science and to the fields of algorithms and software tools.»                                                                          |
| 2004 | Барбара Лисков                 | Оригинальный текст (англ.)«For fundamental contributions to programming languages, programming methodology, and distributed systems.»                                                                             |
| 2005 | Майкл Стоунбрейкер             | Оригинальный текст (англ.)«For contributions to the design, implementation, and commercialization of relational and object-relational database systems.»                                                          |
| 2006 | Эд Катмулл                     | Оригинальный текст (англ.)«For fundamental contributions to computer graphics, and a pioneering role in the use of computer animation in motion pictures.»                                                        |
| 2007 | Чарльз Текер                   | Оригинальный текст (англ.)«For a central role in the creation of the personal computer and the development of networked computer systems.»                                                                        |
| 2008 | Лесли Лэмпорт                  | Оригинальный текст (англ.)«For establishment of the foundations of distributed and concurrent computing.» |
| 2009 | Сьюзен Грэм                    | Оригинальный текст (англ.)«For contributions to programming language design and implementation and for exemplary service to the discipline of computer science.»                                                  |
| 2010 | Джон Хопкрофт и Джеффри Ульман | Оригинальный текст (англ.)«For laying the foundations for the fields of automata and language theory and many seminal contributions to theoretical computer science.»                                             |
| 2011 | Чарльз Энтони Ричард Хоар      | Оригинальный текст (англ.)«For seminal contributions to the scientific foundation of software design.» |
| 2012 | Эдуард Маккласки               | Оригинальный текст (англ.)«For fundamental contributions that shaped the design and testing of digital systems.»                                                                                                  |
| 2013 | Джек Деннис                    | Оригинальный текст (англ.)«For fundamental abstractions to implement protection in operating systems and for the dataflow programming paradigm.»                                                                  |
| 2014 | Клив Моулер                    | Оригинальный текст (англ.)«For fundamental and widely used contributions to numerical linear algebra and scientific and engineering software that transformed computational science.»                             |
| 2015 | Джеймс Гослинг                 | За язык программирования Java, виртуальную машину Java и другой вклад в языки и среды программирования. |
| 2016 | Христос Пападимитриу           | Оригинальный текст (англ.)«For providing a deeper understanding of computational complexity and its implications for approximation algorithms, artificial intelligence, economics, database theory, and biology.» |
| 2017 | Владимир Вапник                | За разработку статистической теории обучения, теоретические основы машинного обучения и метод опорных векторов.                                                                                                   |
| 2018 | Patrick Cousot                 | За введение абстрактного толкования — мощной среды для автоматического определения свойств программ с широким применением в верификации и оптимизации.                                                            |
| 2019 | Эва Тардош                     | За вклад в области алгоритмов, включая новые основополагающие методы оптимизации, аппроксимации и алгоритмическую теорию игр.                                                                                     |